# Reino Unido no Festival Eurovisão da Canção
O Reino Unido participou no Festival Eurovisão da Canção, até ao momento, 67 vezes, estreando-se em 1957 e estando ausente apenas 1 vez, em 1958. É também um dos países mais bem sucedidos da história da Eurovisão, contando com 5 vitórias e 15 segundos lugares e um dos países com maior número de participações (63). A sua estreia era para ocorrer logo na primeira edição, em 1956, mas, como entregou a inscrição depois do final do prazo de entrega, teve de esperar um ano para fazer a sua estreia. É um dos membros dos "Big Five" desde 2000, tendo sempre passagem direta para a final, juntamente com Espanha, França, Itália e Alemanha, os 5 maiores contribuidores do festival.

## Galeria

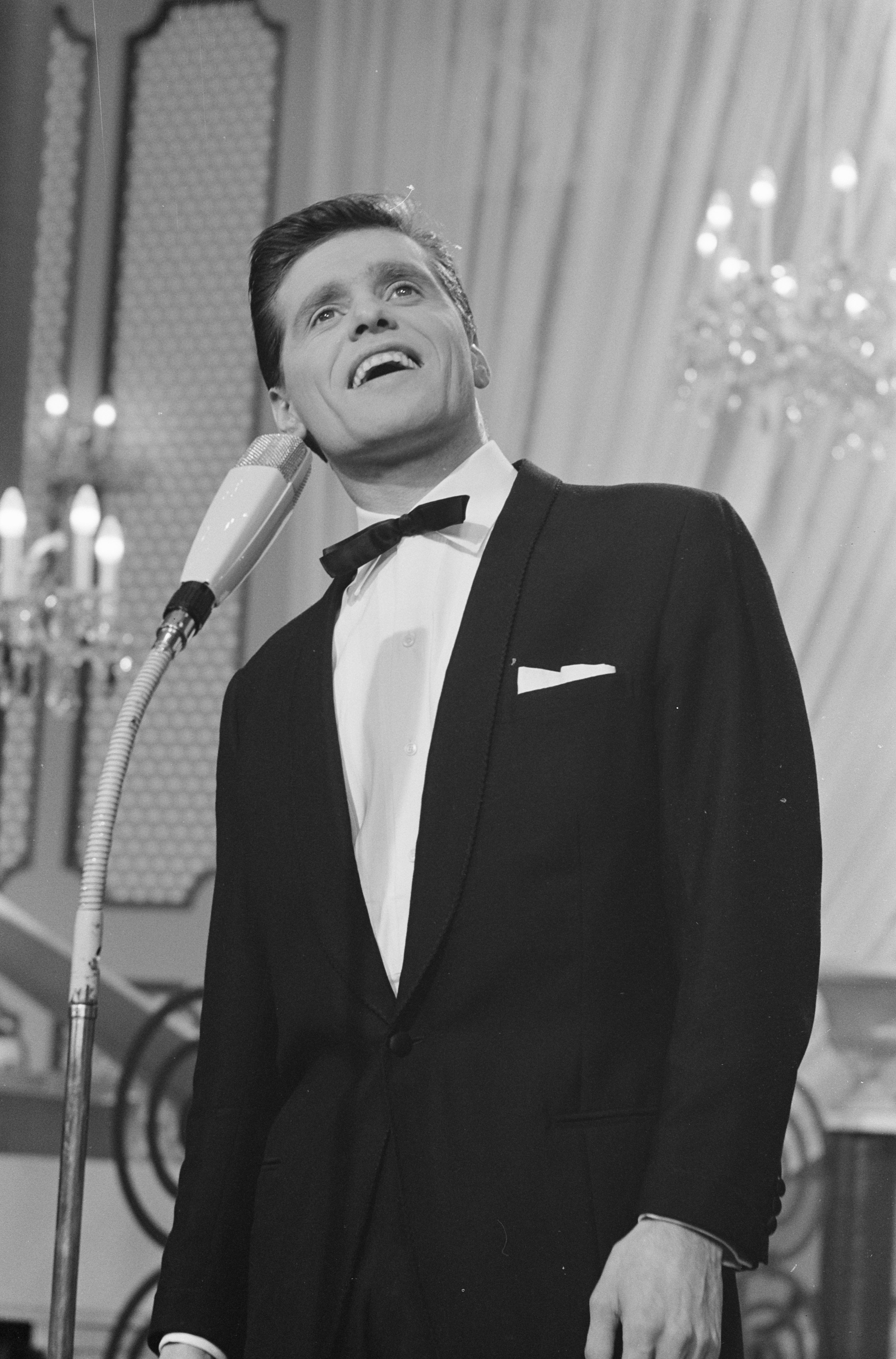
Ronnie Carroll em Luxemburgo (1962)
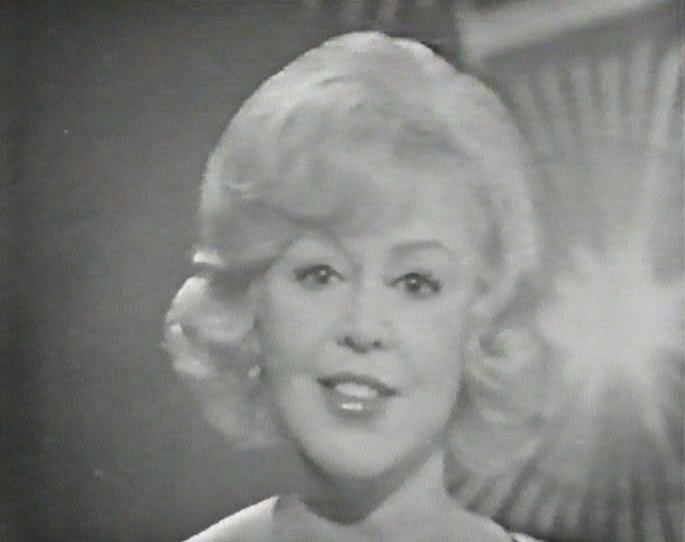
Kathy Kirby em Nápoles (1965)
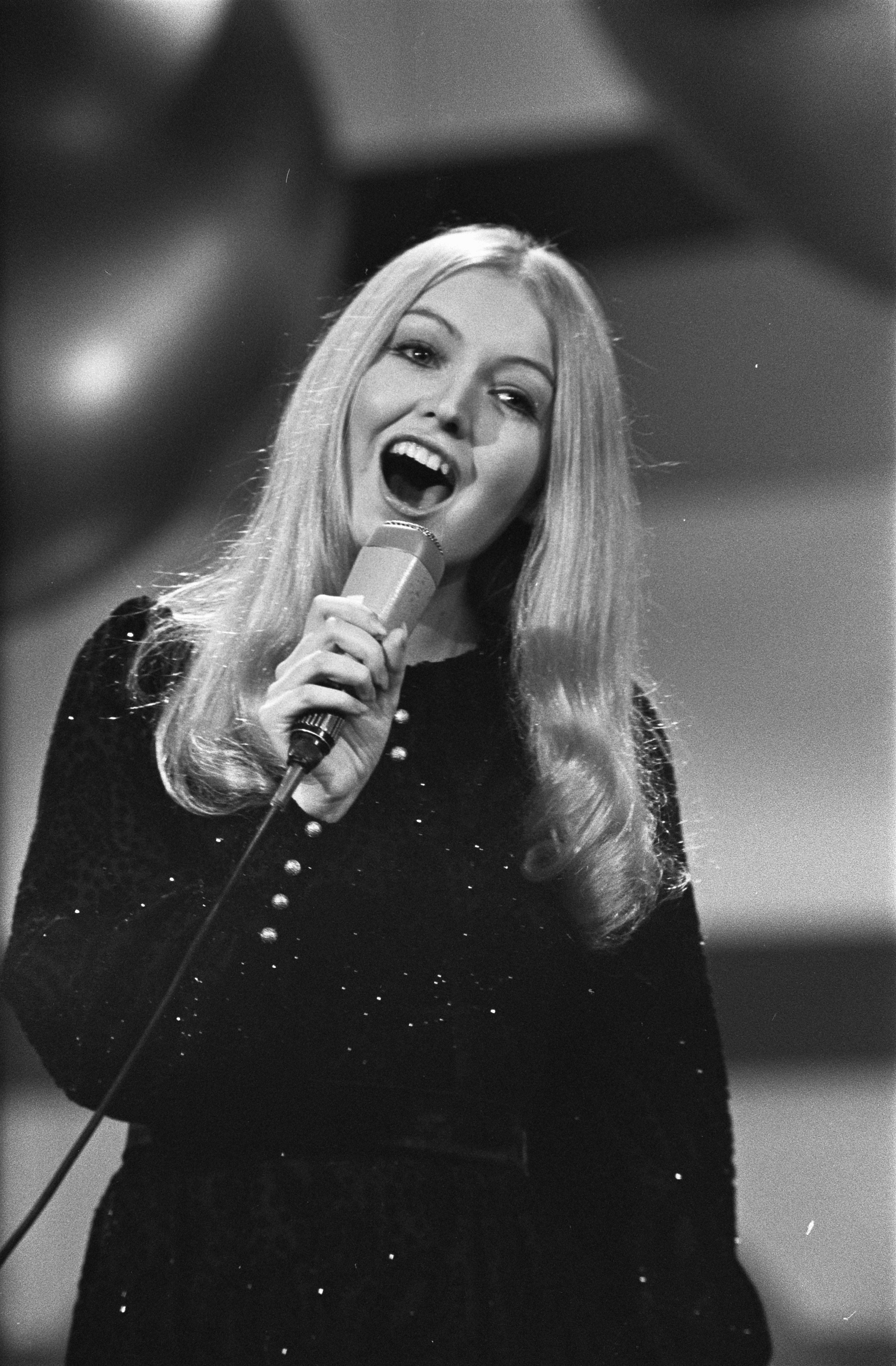
Mary Hopkin em Amesterdão (1970)
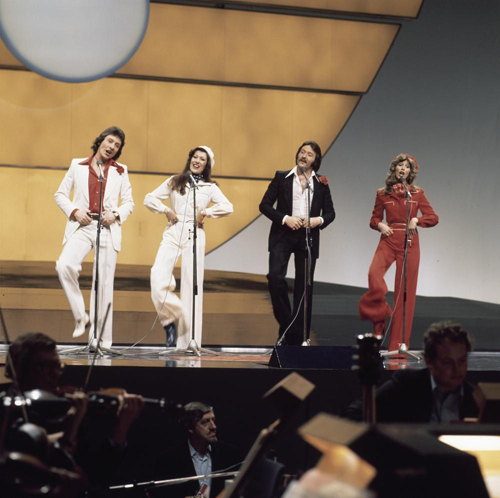
Brotherhood of Man em Haia (1976)
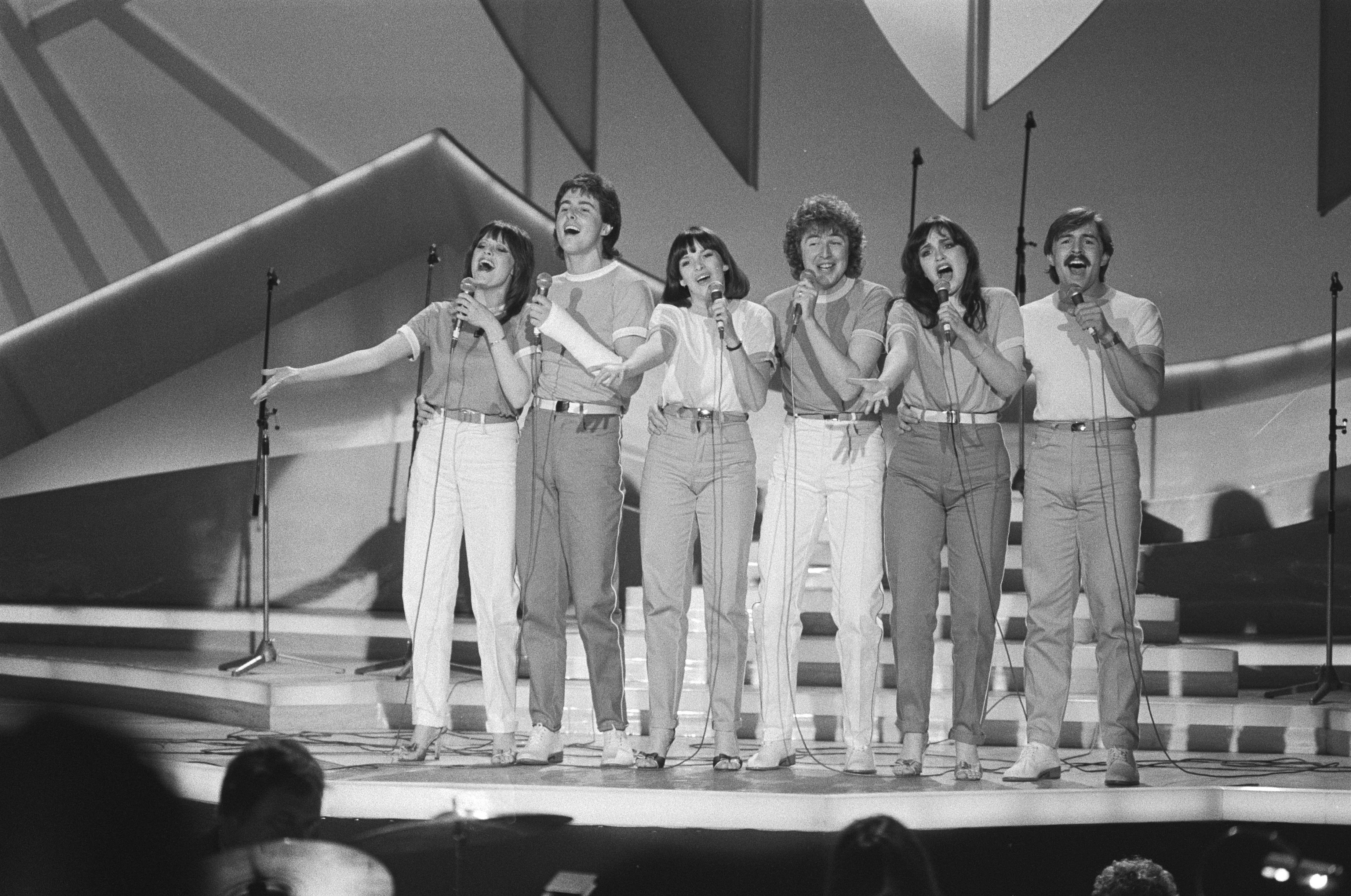
Prima Donna em Haia (1980)
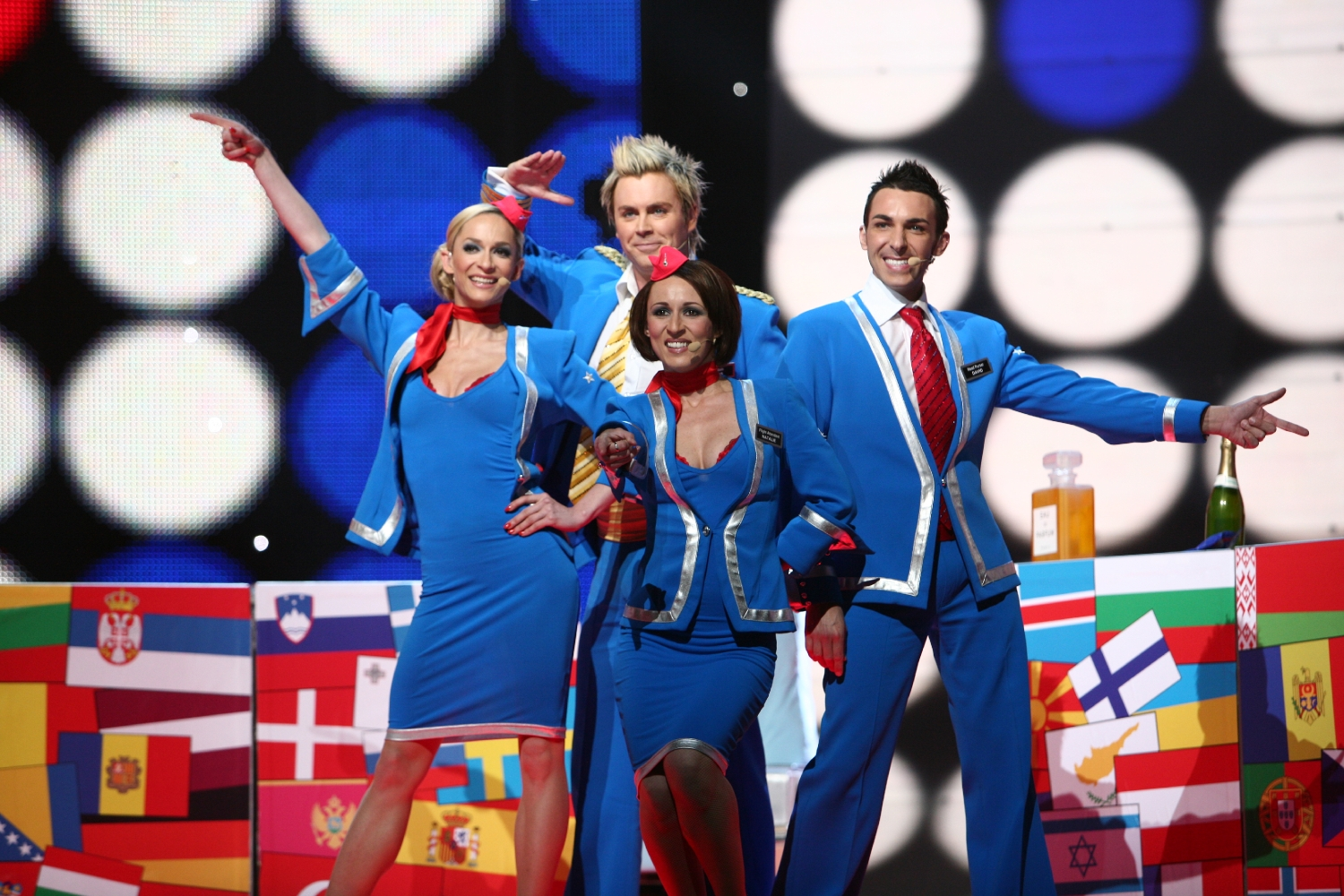
Scooch em Helsínquia (2007)
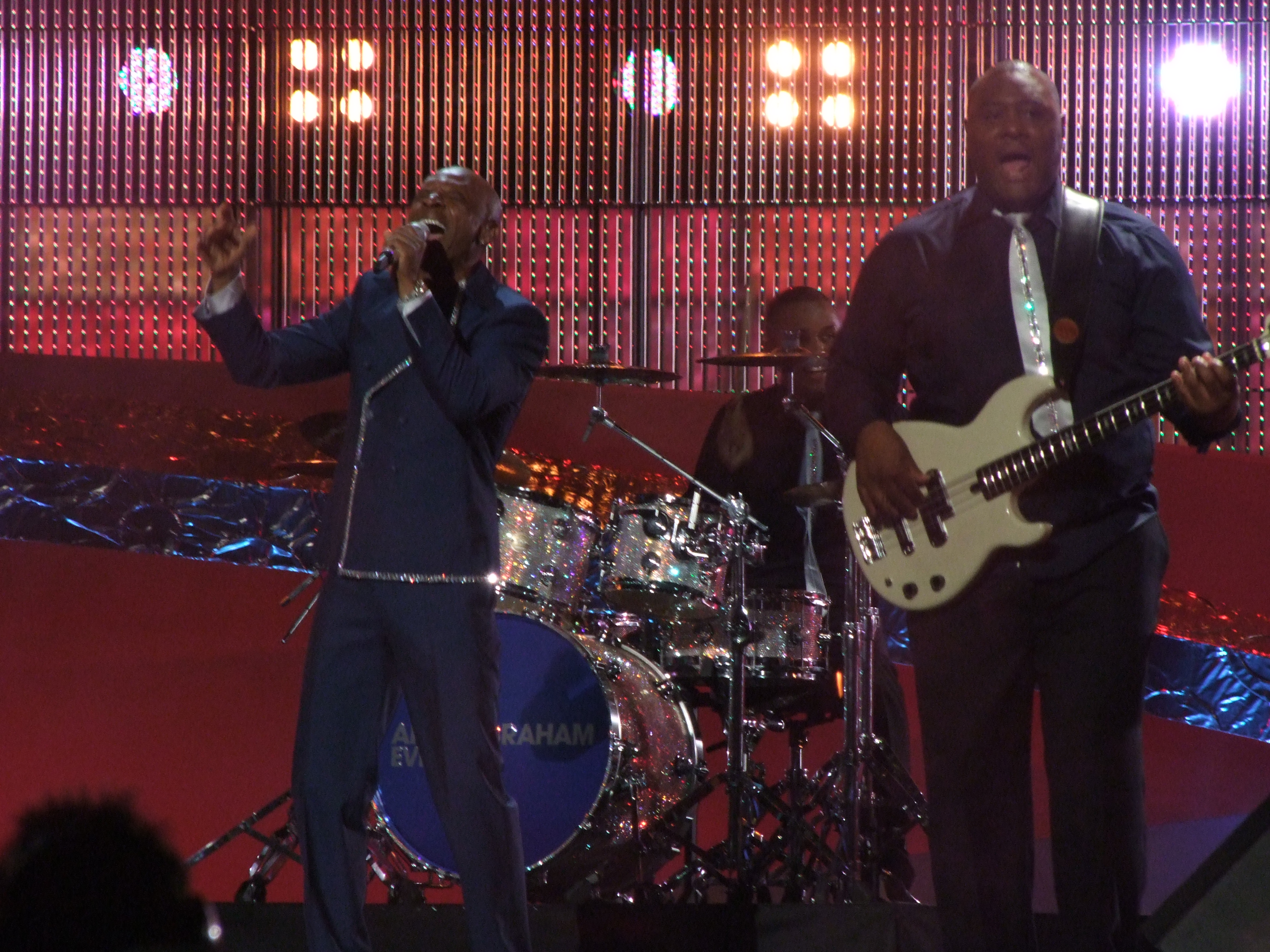
Andy Abraham em Belgrado (2008)
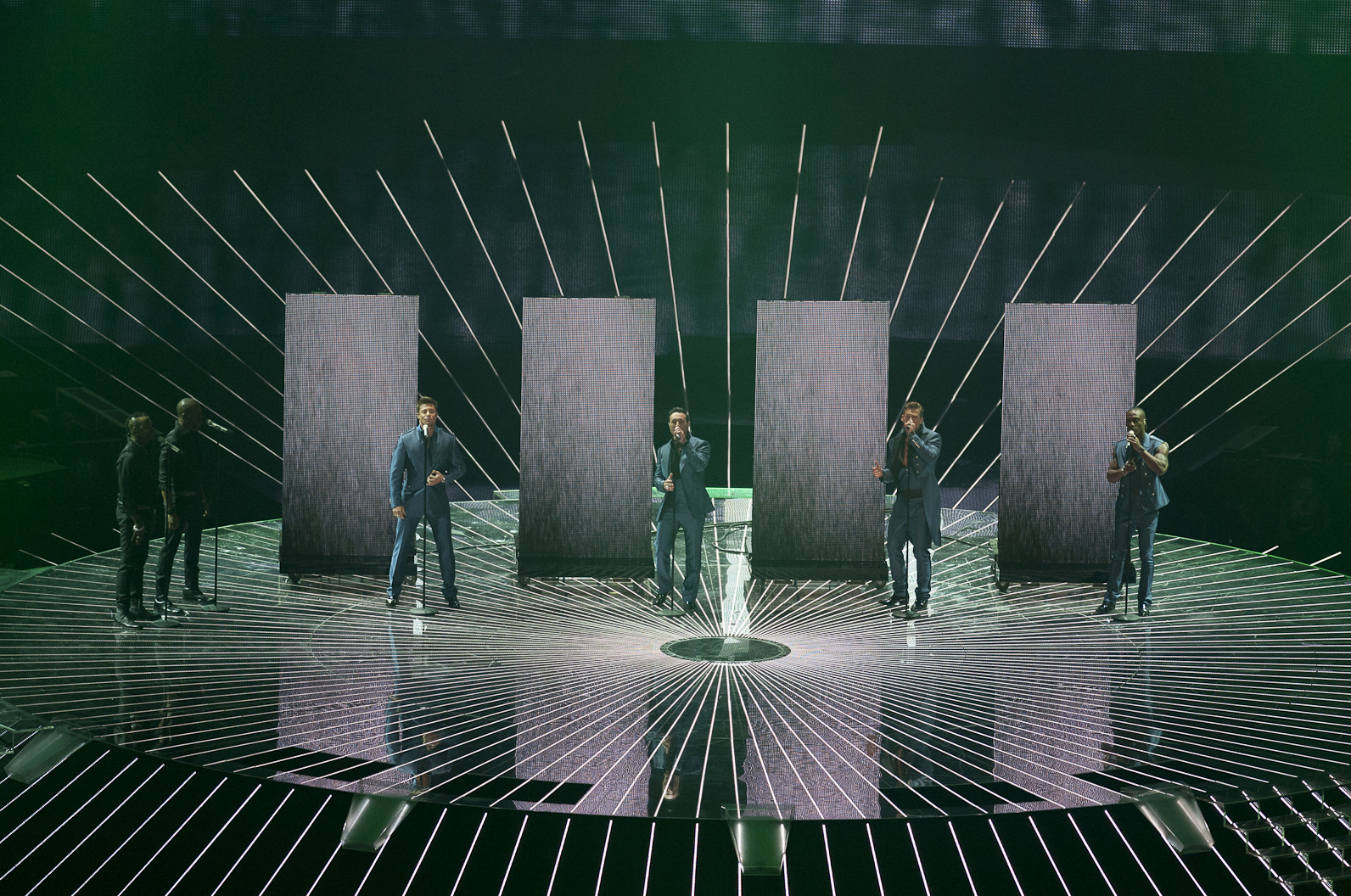
Blue em Düsseldorf (2011)
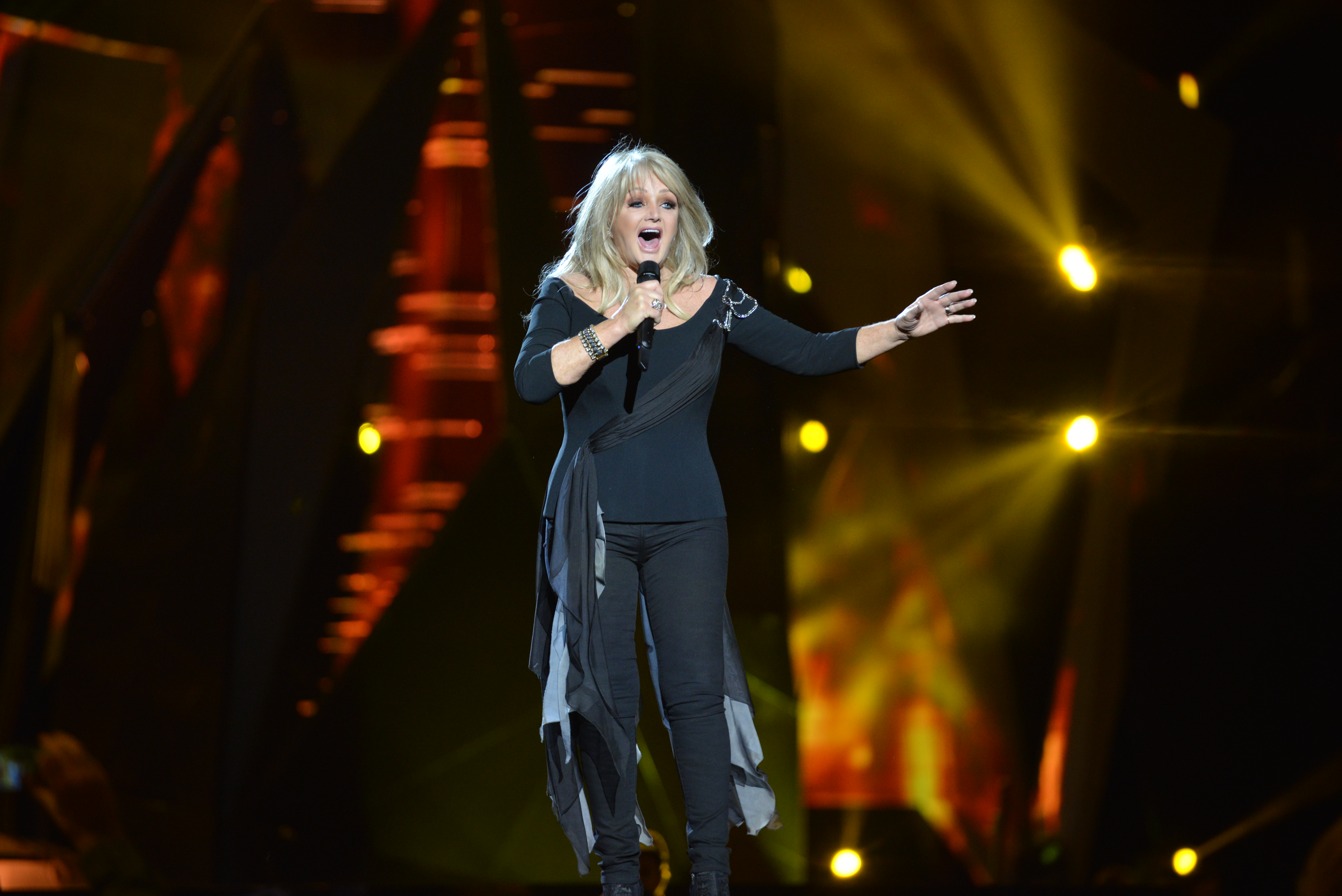
Bonnie Tyler em Malmö (2013)
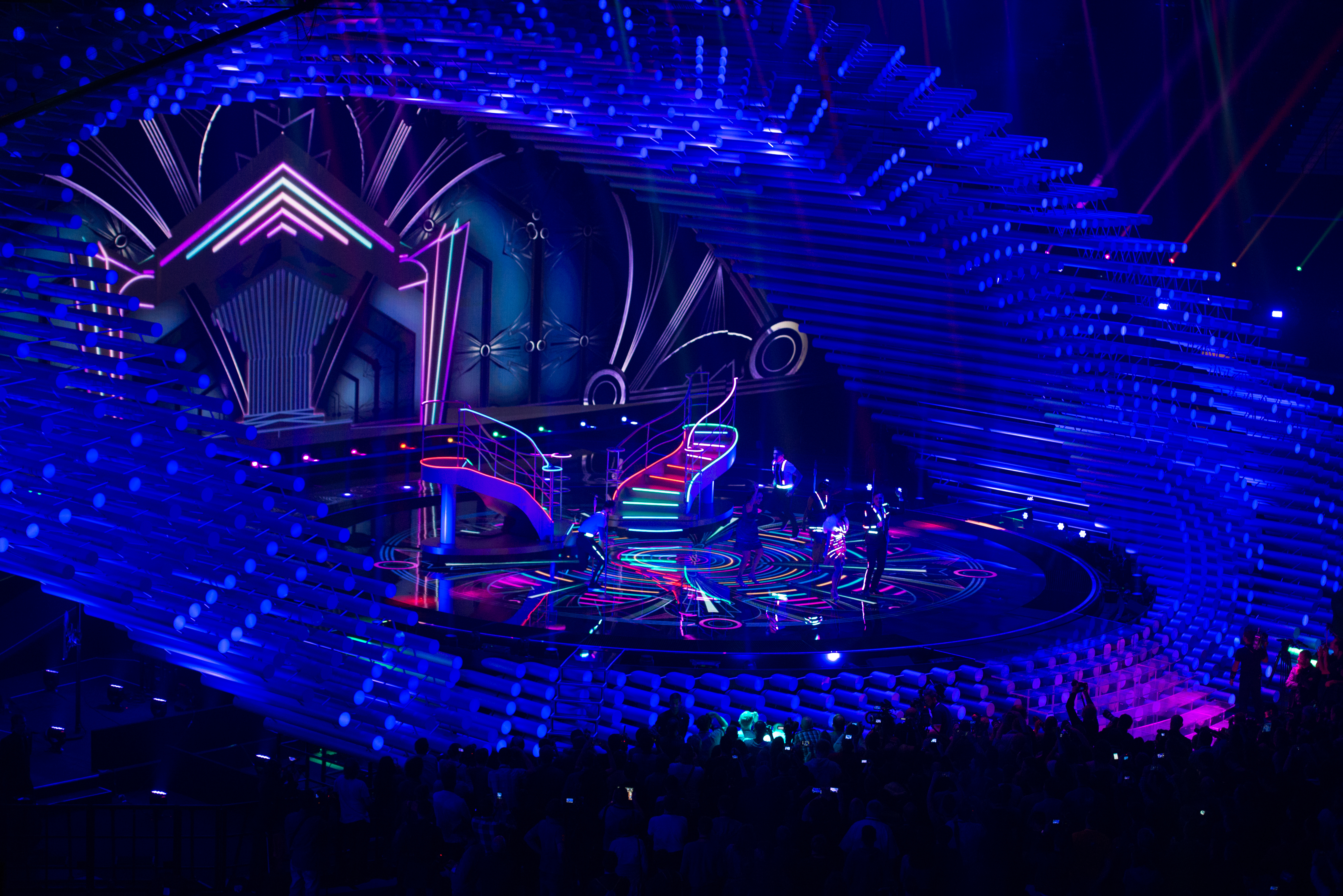
Electro Velvet em Viena (2015)
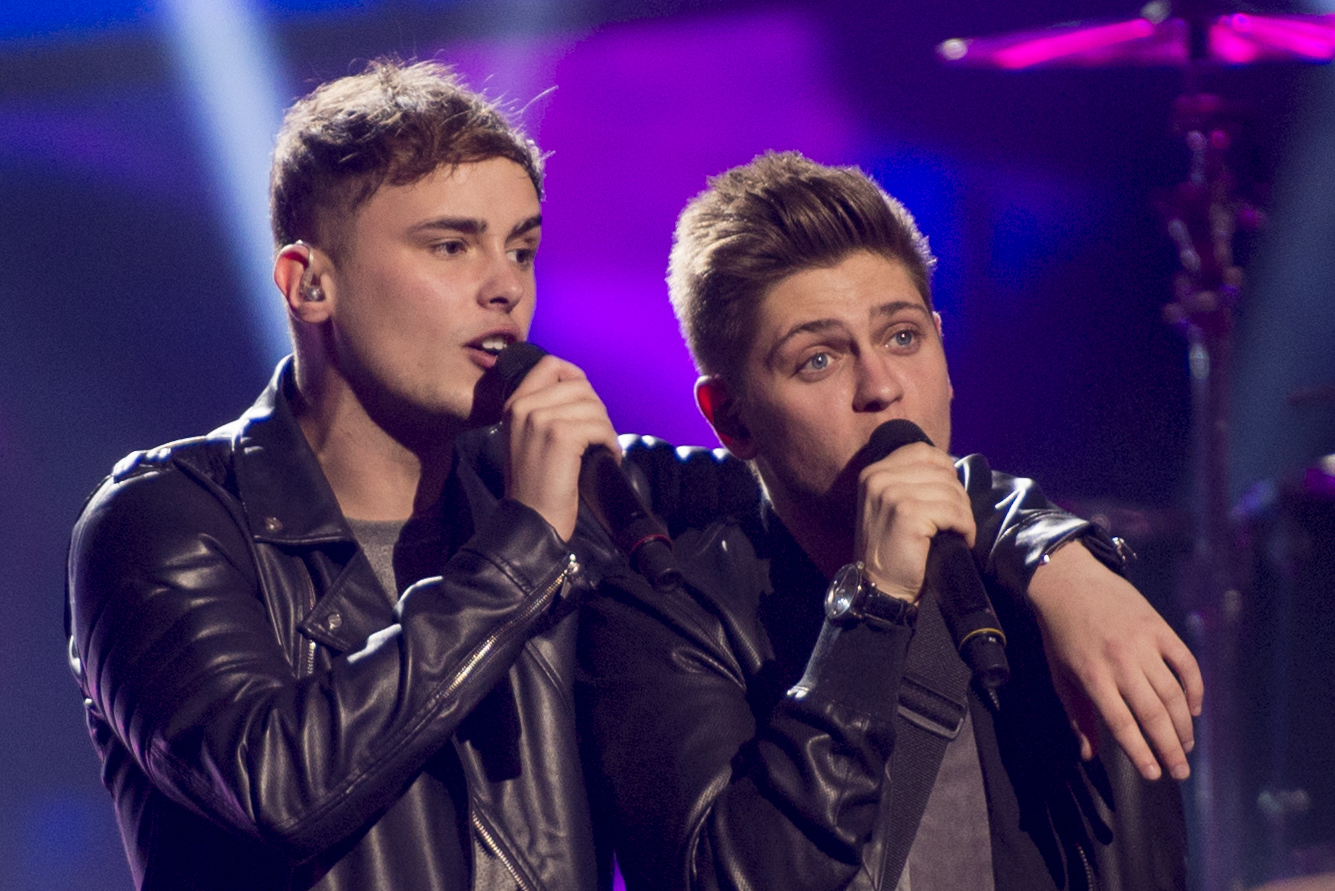
Joe and Jake em Estocolmo (2016)
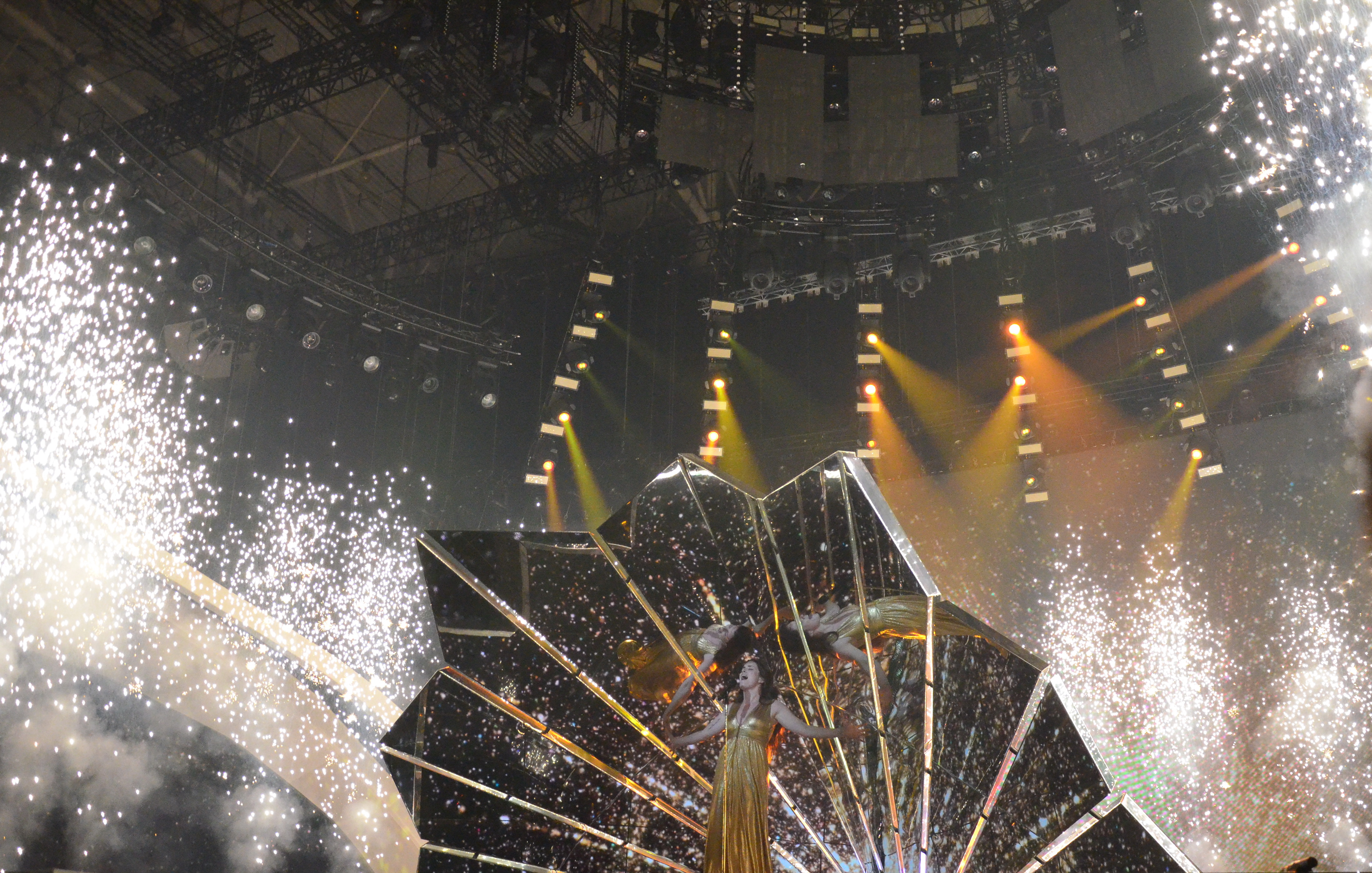
Lucie Jones em Kiev (2017)
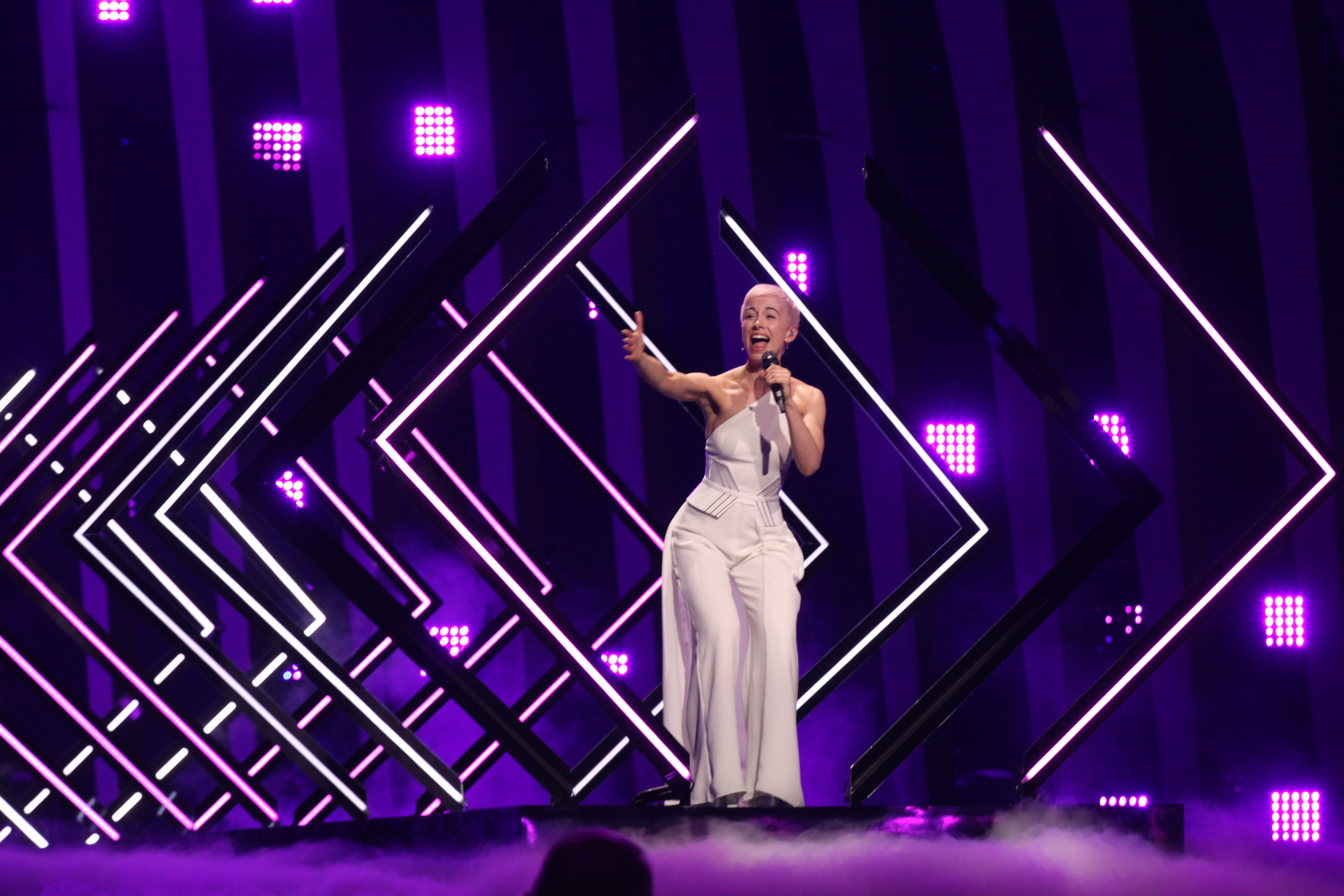
SuRie em Lisboa (2018)
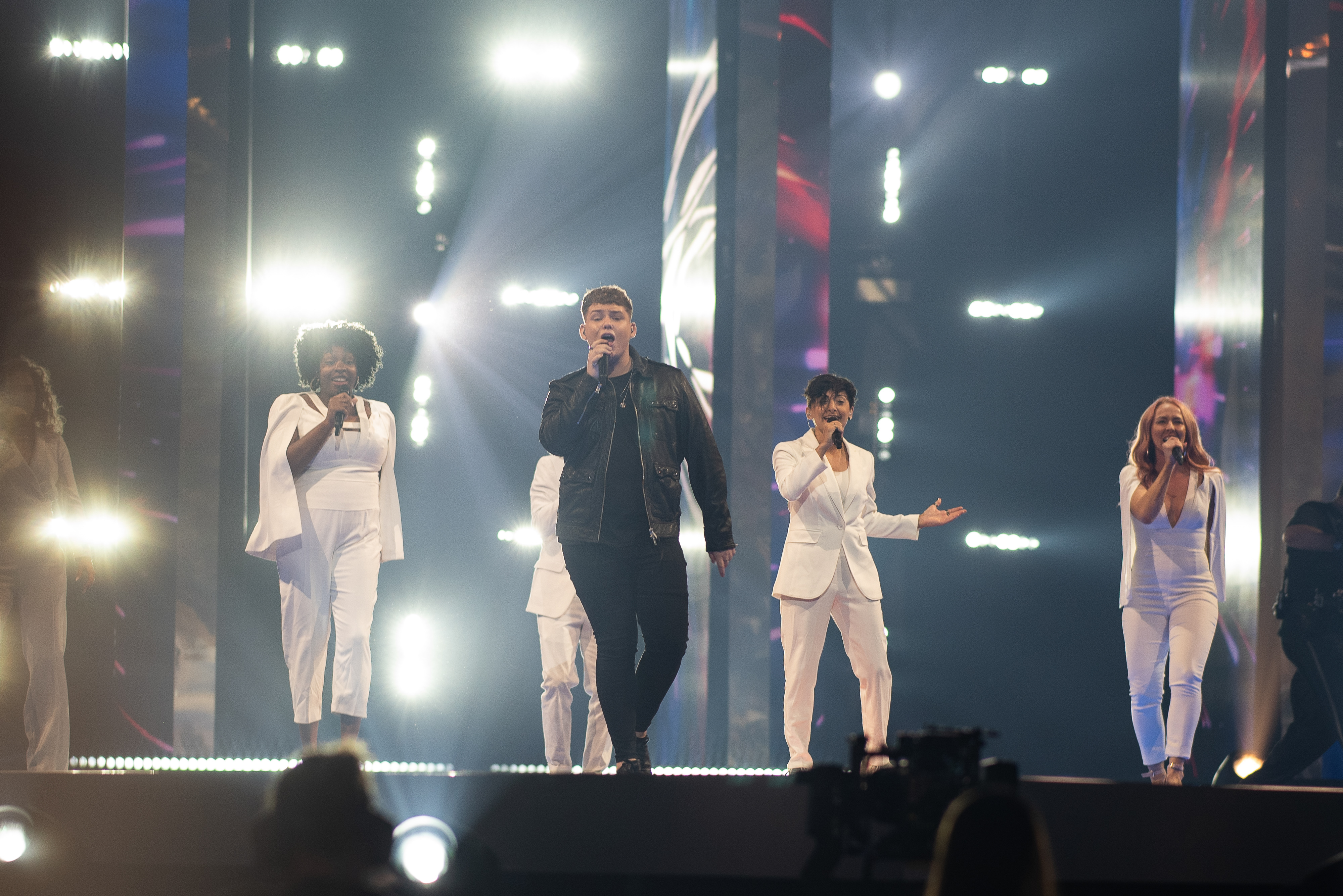
Michael Rice em Tel Aviv (2019)

## Participações
Legenda
     Vencedor
     2.º lugar
     3.º lugar
     Pontuação Nula ("Null Points")/Último Lugar
     Melhor classificação (fora do top 3)
     Qualificação para a final (fora do top 3)
     País-anfitrião
     Desclassificado
| 1º  | Frankfurt 1957  | Patricia Bredin             | "All" Tudo                                                                 | Inglês         | 7º                       | 6                        |                          |                          |
|     | Hilversum 1958  | Não participou              | Não participou                                                             | Não participou | Não participou           | Não participou           |                          |                          |
| 2º  | Cannes 1959     | Pearl Carr & Teddy Johnson  | "Sing, Little Birdie" Canta, Passarinho                                    | Inglês         | 2º                       | 16                       |                          |                          |
| 3º  | Londres 1960    | Bryan Johnson               | "Looking High, High, High" Olhando Para o Alto, Alto, Alto                 | Inglês         | 2º                       | 25                       |                          |                          |
| 4º  | Cannes 1961     | The Allisons                | "Are You Sure?" Tens a certeza?                                            | Inglês         | 2º                       | 24                       |                          |                          |
| 5º  | Luxemburgo 1962 | Ronnie Carroll              | "Ring-A-Ding Girl" Rapariga ring-a-ding                                    | Inglês         | 4º                       | 10                       |                          |                          |
| 6º  | Londres 1963    | Ronnie Carroll              | "Say Wonderful Things" Diz coisas Maravilhosas                             | Inglês         | 4º                       | 28                       |                          |                          |
| 7º  | Copenhaga 1964  | Matt Monro                  | "I Love the Little Things" Eu amo as Pequenas Coisas                       | Inglês         | 2º                       | 17                       |                          |                          |
| 8º  | Nápoles 1965    | Kathy Kirby                 | "I Belong" Eu pertenço                                                     | Inglês         | 2º                       | 26                       |                          |                          |
| 9º  | Luxemburgo 1966 | Kenneth McKellar            | "A Man Without Love" Um homem sem amor                                     | Inglês         | 9º                       | 8                        |                          |                          |
| 10º | Viena 1967      | Sandie Shaw                 | "Puppet on a String" Marioneta                                             | Inglês         | 1º                       | 47                       |                          |                          |
| 11º | Londres 1968    | Cliff Richard               | "Congratulations" Parabéns                                                 | Inglês         | 2º                       | 28                       |                          |                          |
| 12º | Madrid 1969     | Lulu                        | "Boom Bang-a-Bang"                                                         | Inglês         | 1º                       | 18                       |                          |                          |
| 13º | Amesterdão 1970 | Mary Hopkin                 | "Knock Knock, Who's There?" Truz Truz, Quem é?                             | Inglês         | 2º                       | 26                       |                          |                          |
| 14º | Dublin 1971     | Clodagh Rodgers             | "Jack In The Box" Jack na caixa                                            | Inglês         | 4º                       | 98                       |                          |                          |
| 15º | Edinburgo 1972  | The New Seekers             | "Beg, Steal or Borrow" Mendigar, Roubar ou Pedir Emprestado                | Inglês         | 2º                       | 114                      |                          |                          |
| 16º | Luxemburgo 1973 | Cliff Richard               | "Power to All Our Friends" Poder a todos os nossos amigos                  | Inglês         | 3º                       | 123                      |                          |                          |
| 17º | Brighton 1974   | Olivia Newton-John          | "Long Live Love" Viva o amor                                               | Inglês         | 4º                       | 14                       |                          |                          |
| 18º | Estocolmo 1975  | The Shadows                 | "Let Me Be the One" Deixa-me ser aquele                                    | Inglês         | 2º                       | 138                      |                          |                          |
| 19º | Haia 1976       | Brotherhood of Man          | "Save Your Kisses For Me" Guarda os teus beijos para mim                   | Inglês         | 1º                       | 164                      |                          |                          |
| 20º | Londres 1977    | Lynsey De Paul e Mike Moran | "Rock Bottom" Na pior                                                      | Inglês         | 2º                       | 121                      |                          |                          |
| 21º | Paris 1978      | Co-Co                       | "The bad old days" Os maus velhos tempos                                   | Inglês         | 11º                      | 61                       |                          |                          |
| 22º | Jerusalém 1979  | Black Lace                  | "Mary Ann"                                                                 | Inglês         | 7º                       | 73                       |                          |                          |
| 23º | Haia 1980       | Prima Donna                 | "Love Enough for Two" Amor Suficiente para dois                            | Inglês         | 3º                       | 106                      |                          |                          |
| 24º | Dublin 1981     | Bucks Fizz                  | "Making your mind up" Decide-te                                            | Inglês         | 1º                       | 136                      |                          |                          |
| 25º | Harrogate 1982  | Bardo                       | "One step further" Um passo mais longe                                     | Inglês         | 7º                       | 76                       |                          |                          |
| 26º | Munique 1983    | Sweet Dreams                | "I'm Never Giving Up" Nunca desisto                                        | Inglês         | 6º                       | 79                       |                          |                          |
| 27º | Luxemburgo 1984 | Belle & the Devotions       | "Love Games" Jogos de amor                                                 | Inglês         | 7º                       | 63                       |                          |                          |
| 28º | Gotemburgo 1985 | Vikki                       | "Love is..." O amor é...                                                   | Inglês         | 4º                       | 100                      |                          |                          |
| 29º | Bergen 1986     | Ryder                       | "Runner in the Night" Corredor à noite                                     | Inglês         | 7º                       | 72                       |                          |                          |
| 30º | Bruxelas 1987   | Rikki                       | "Only the Light" Só a luz                                                  | Inglês         | 13º                      | 47                       |                          |                          |
| 31º | Dublin 1988     | Scott Fitzgerald            | "Go" Vai                                                                   | Inglês         | 2º                       | 136                      |                          |                          |
| 32º | Lausanne 1989   | Live Report                 | "Why Do I Always Get it Wrong?" Porque é que eu percebo sempre mal?        | Inglês         | 2º                       | 130                      |                          |                          |
| 33º | Zagreb 1990     | Emma Booth                  | "Give a Little Love Back to the World" Dá um pouco de amor ao mundo        | Inglês         | 6º                       | 87                       |                          |                          |
| 34º | Roma 1991       | Samantha Janus              | "A Message to Your Heart" Uma mensagem ao teu coração                      | Inglês         | 10º                      | 47                       |                          |                          |
| 35º | Malmö 1992      | Michael Ball                | "One Step Out of Time" Um passo fora do tempo                              | Inglês         | 2º                       | 139                      |                          |                          |
| 36º | Millstreet 1993 | Sonia                       | "Better the Devil You Know" Mais vale um mal conhecido                     | Inglês         | 2º                       | 164                      |                          |                          |
| 37º | Dublin 1994     | Frances Ruffelle            | "We Will Be Free (Lonely Symphony)" Nós sermos livres (Sinfonia solitária) | Inglês         | 10º                      | 63                       |                          |                          |
| 38º | Dublin 1995     | Love City Groove            | "Love City Groove" O ritmo da cidade do amor                               | Inglês         | 10º                      | 76                       |                          |                          |
| 39º | Oslo 1996       | Gina G                      | "Ooh Aah... Just a Little Bit" Ooh Aah... só um pouco mais                 | Inglês         | 8º                       | 77                       |                          |                          |
| 40º | Dublin 1997     | Katrina and the Waves       | "Love Shine a Light" Amor, acende uma luz                                  | Inglês         | 1º                       | 227                      |                          |                          |
| 41º | Birmingham 1998 | Imaani                      | "Where Are You?" Onde estás?                                               | Inglês         | 2º                       | 166                      |                          |                          |
| 42º | Jerusalém 1999  | Precious                    | "Say It Again" Diz isso novamente                                          | Inglês         | 12º                      | 38                       |                          |                          |
| 43º | Estocolmo 2000  | Nicki French                | "Don't Play That Song Again" Não ponhas a tocar essa canção novamente      | Inglês         | 16º                      | 28                       |                          |                          |
| 44º | Copenhaga 2001  | Lindsay Dracass             | "No Dream Impossible" Não há sonho impossível                              | Inglês         | 15º                      | 28                       |                          |                          |
| 45º | Tallinn 2002    | Jessica Garlick             | "Come Back" Volta                                                          | Inglês         | 3º                       | 111                      |                          |                          |
| 46º | Riga 2003       | Jemini                      | "Cry Baby" Chora querido/querida                                           | Inglês         | 26º                      | 0                        |                          |                          |
| 47º | Istambul 2004   | James Fox                   | "Hold Onto Our Love" Esperar pelo nosso amor                               | Inglês         | 16º                      | 29                       |                          |                          |
| 48º | Kiev 2005       | Javine                      | "Touch My Fire" Toca no meu fogo                                           | Inglês         | 22º                      | 18                       |                          |                          |
| 49º | Atenas 2006     | Daz Sampson                 | "Teenage Life" Vida de Adolescente                                         | Inglês         | 19º                      | 25                       |                          |                          |
| 50º | Helsínquia 2007 | Scooch                      | "Flying the Flag (For You)" Içando a bandeira (por ti)                     | Inglês         | 23º                      | 19                       |                          |                          |
| 51º | Belgrado 2008   | Andy Abraham                | "Even If" Mesmo se                                                         | Inglês         | 25º                      | 14                       |                          |                          |
| 52º | Moscovo 2009    | Jade Ewen                   | "My Time" A Minha Vez                                                      | Inglês         | 5º                       | 173                      |                          |                          |
| 53º | Oslo 2010       | Josh Dubovie                | "That Sounds Good to Me" Isso soa-me bem                                   | Inglês         | 25º                      | 10                       |                          |                          |
| 54º | Düsseldorf 2011 | Blue                        | "I Can" Eu Consigo                                                         | Inglês         | 11º                      | 100                      |                          |                          |
| 55º | Baku 2012       | Engelbert Humperdinck       | "Love Will Set You Free" O amor libertar-te-á                              | Inglês         | 25º                      | 12                       |                          |                          |
| 56º | Malmö 2013      | Bonnie Tyler                | "Believe In Me" Acredita em mim                                            | Inglês         | 19º                      | 23                       |                          |                          |
| 57º | Copenhaga 2014  | Molly Smitten-Downes        | "Children in the universe" Filhos do Universo                              | Inglês         | 17º                      | 40                       |                          |                          |
| 58º | Viena 2015      | Electro Velvet              | "Still in love with you" Ainda te amo                                      | Inglês         | 24º                      | 5                        |                          |                          |
| 59º | Estocolmo 2016  | Joe and Jake                | "You're Not Alone" Não estás sozinho                                       | Inglês         | 24º                      | 62                       |                          |                          |
| 60º | Kiev 2017       | Lucie Jones                 | "Never Give Up on You" Nunca desistas de ti                                | Inglês         | 15º                      | 111                      |                          |                          |
| 61º | Lisboa 2018     | SuRie                       | "Storm" Tempestade                                                         | Inglês         | 24º                      | 41                       |                          |                          |
| 62º | Tel Aviv 2019   | Michael Rice                | "Bigger Than Us" Maior que nós                                             | Inglês         | 26º                      | 11                       |                          |                          |
|     | Roterdão 2020   | James Newman                | "My Last Breath" O meu último suspiro                                      | Inglês         | A edição não se realizou | A edição não se realizou | A edição não se realizou | A edição não se realizou |
| 63º | Roterdão 2021   | James Newman                | "Embers" Brasas                                                            | Inglês         | 26º                      | 0                        |                          |                          |
| 64º | Turim 2022      | Sam Ryder                   | "Space Man" Homem do espaço                                                | Inglês         | 2º                       | 466                      |                          |                          |
| 65º | Liverpool 2023  | Mae Muller                  | "I Wrote a Song" Escrevi uma canção                                        | Inglês         | 25º                      | 24                       |                          |                          |
| 66º | Malmö 2024      | Olly Alexander              | "Dizzy" Atordoado                                                          | Inglês         | 18º                      | 46                       |                          |                          |
| 67º | Basileia 2025   | Remember Monday             | "What the Hell Just Happened?" O que raio acabou de se passar?             | Inglês         | 19º                      | 88                       |                          |                          |

| Ano             | Artista               | Canção                         | Final | Final  | Final | Final  | Final | Final  |
| Ano             | Artista               | Canção                         | Tlv.  | Pontos | Júri  | Pontos | Cl.   | Pontos |
| --------------- | --------------------- | ------------------------------ | ----- | ------ | ----- | ------ | ----- | ------ |
| Moscovo 2009    | Jade Ewen             | "My Time"                      | 10º   | 105    | 3º    | 223    | 5º    | 173    |
| Oslo 2010       | Josh Dubovie          | "That Sounds Good to Me"       | 25º   | 7      | 25º   | 18     | 25º   | 10     |
| Düsseldorf 2011 | Blue                  | "I Can"                        | 5º    | 166    | 22º   | 57     | 11º   | 100    |
| Baku 2012       | Engelbert Humperdinck | "Love Will Set You Free"       | 21º   | 36     | 26º   | 11     | 25º   | 12     |
| Malmö 2013      | Bonnie Tyler          | "Believe In Me"                | 22º   | 17.03  | 15º   | 12.46  | 19º   | 23     |
| Copenhaga 2014  | Molly Smitten-Downes  | "Children in the universe"     | 21º   | 29     | 16º   | 52     | 17º   | 40     |
| Viena 2015      | Electro Velvet        | "Still in love with you"       | 24º   | 7      | 25º   | 12     | 24º   | 5      |
| Estocolmo 2016  | Joe and Jake          | "You're Not Alone"             | 25º   | 8      | 17º   | 54     | 24º   | 62     |
| Kiev 2017       | Lucie Jones           | "Never Give Up on You"         | 20º   | 12     | 10º   | 99     | 15º   | 111    |
| Lisboa 2018     | SuRie                 | "Storm"                        | 20º   | 25     | 23º   | 23     | 24º   | 41     |
| Tel Aviv 2019   | Michael Rice          | "Bigger Than Us"               | 25º   | 3      | 24º   | 8      | 26º   | 11     |
| Roterdão 2021   | James Newman          | "Embers"                       | 23º   | 0      | 26º   | 0      | 26º   | 0      |
| Turim 2022      | Sam Ryder             | "Space Man"                    | 5º    | 183    | 1º    | 283    | 2º    | 466    |
| Liverpool 2023  | Mae Muller            | "I Wrote a Song"               | 25º   | 9      | 22º   | 15     | 25º   | 24     |
| Malmö 2024      | Olly Alexander        | "Dizzy"                        | 25º   | 0      | 13º   | 46     | 18º   | 46     |
| Basileia 2025   | Remember Monday       | "What the Hell Just Happened?" | 25º   | 0      | 10º   | 88     | 19º   | 88     |

## Comentadores e porta-vozes
| Ano(s) | Televisão       | Televisão       | Televisão                | Rádio                        | Comentador online/BFBS | Votação            | Votação          | Votação        | Votação                | Ref. |
| Ano(s) | Final           | Semifinais      | Semifinais               | Rádio                        | Comentador online/BFBS | Porta-voz          | Idioma utilizado | Cidade         | Plano de fundo         | Ref. |
| Ano(s) | Final           | Principal       | Secundário               | Rádio                        | Comentador online/BFBS | Porta-voz          | Idioma utilizado | Cidade         | Plano de fundo         | Ref. |
| ------ | --------------- | --------------- | ------------------------ | ---------------------------- | ---------------------- | ------------------ | ---------------- | -------------- | ---------------------- | ---- |
| 1956   | Wilfrid Thomas  | Sem semi-finais | Sem semi-finais          | Desconhecido                 | Sem comentador online  | Não participou     | Não participou   | Não participou | Não participou         |      |
| 1957   | Berkeley Smith  | Sem semi-finais | Sem semi-finais          | Tom Sloan                    | Sem comentador online  | David Jacobs       | Inglês           | Londres        | Nenhum                 |      |
| 1958   | Peter Haigh     | Sem semi-finais | Sem semi-finais          | Tom Sloan                    | Sem comentador online  | Não participou     | Não participou   | Não participou | Não participou         |      |
| 1959   | Tom Sloan       | Sem semi-finais | Sem semi-finais          | Pete Murray                  | Sem comentador online  | Pete Murray        | Inglês           | Londres        | Nenhum                 |      |
| 1960   | David Jacobs    | Sem semi-finais | Sem semi-finais          | Pete Murray                  | Sem comentador online  | Nick Burrell-Davis | Inglês           | Londres        | Nenhum                 |      |
| 1961   | Tom Sloan       | Sem semi-finais | Sem semi-finais          | Pete Murray                  | Sem comentador online  | Michael Aspel      | Inglês           | Londres        | Nenhum                 |      |
| 1962   | David Jacobs    | Sem semi-finais | Sem semi-finais          | Peter Haigh                  | Sem comentador online  | Alex Macintosh     | Inglês           | Londres        | Nenhum                 |      |
| 1963   | David Jacobs    | Sem semi-finais | Sem semi-finais          | Michael Aspel                | Sem comentador online  | Nicholas Parsons   | Inglês           | Londres        | Nenhum                 |      |
| 1964   | David Jacobs    | Sem semi-finais | Sem semi-finais          | Tom Sloan                    | Ian Fenner             | Desmond Carrington | Inglês           | Londres        | Nenhum                 |      |
| 1965   | David Jacobs    | Sem semi-finais | Sem semi-finais          | David Gell                   | Ian Fenner             | Alastair Burnet    | Inglês           | Londres        | Nenhum                 |      |
| 1966   | David Jacobs    | Sem semi-finais | Sem semi-finais          | John Dunn                    | Ian Fenner             | Michael Aspel      | Inglês           | Londres        | Nenhum                 |      |
| 1967   | Rolf Harris     | Sem semi-finais | Sem semi-finais          | Richard Baker                | Thurston Holland       | Michael Aspel      | Inglês           | Londres        | Nenhum                 |      |
| 1968   | —               | Sem semi-finais | Sem semi-finais          | Pete Murray                  | Thurston Holland       | Michael Aspel      | Inglês           | Londres        | Nenhum                 |      |
| 1969   | Michael Aspel   | Sem semi-finais | Sem semi-finais          | Pete Murray                  | John Russell           | Colin-Ward Lewis   | Inglês           | Londres        | Nenhum                 |      |
| 1970   | David Gell      | Sem semi-finais | Sem semi-finais          | Tony Brandon                 | John Russell           | Colin-Ward Lewis   | Inglês           | Londres        | Nenhum                 |      |
| 1971   | Dave Lee Travis | Sem semi-finais | Sem semi-finais          | Terry Wogan                  | John Russell           | Sem porta-voz      | Sem porta-voz    | Sem porta-voz  | Sem porta-voz          |      |
| 1972   | Tom Fleming     | Sem semi-finais | Sem semi-finais          | Pete Murray                  | Terry James            | Sem porta-voz      | Sem porta-voz    | Sem porta-voz  | Sem porta-voz          |      |
| 1973   | Terry Wogan     | Sem semi-finais | Sem semi-finais          | Pete Murray                  | Richard Astbury*       | Sem porta-voz      | Sem porta-voz    | Sem porta-voz  | Sem porta-voz          |      |
| 1974   | David Vine      | Sem semi-finais | Sem semi-finais          | Terry Wogan                  | Richard Astbury*       | Colin-Ward Lewis   | Inglês           | Londres        | Nenhum                 |      |
| 1975   | Pete Murray     | Sem semi-finais | Sem semi-finais          | Terry Wogan                  | Richard Astbury*       | Ray Moore          | Inglês           | Londres        | Nenhum                 |      |
| 1976   | Michael Aspel   | Sem semi-finais | Sem semi-finais          | Terry Wogan                  | Richard Astbury*       | Ray Moore          | Inglês           | Londres        | Nenhum                 |      |
| 1977   | Pete Murray     | Sem semi-finais | Sem semi-finais          | Terry Wogan                  | Sem comentador online  | Colin Berry        | Inglês           | Londres        | Nenhum                 |      |
| 1978   | Terry Wogan     | Sem semi-finais | Sem semi-finais          | Ray Moore                    | Sem comentador online  | Colin Berry        | Inglês           | Londres        | Nenhum                 |      |
| 1979   | John Dunn       | Sem semi-finais | Sem semi-finais          | Ray Moore                    | Sem comentador online  | Colin Berry        | Inglês           | Londres        | Nenhum                 |      |
| 1980   | Terry Wogan     | Sem semi-finais | Sem semi-finais          | Steve Jones                  | Sem comentador online  | Ray Moore          | Inglês           | Londres        | Nenhum                 |      |
| 1981   | Terry Wogan     | Sem semi-finais | Sem semi-finais          | Ray Moore                    | Sem comentador online  | Colin Berry        | Inglês           | Londres        | Nenhum                 |      |
| 1982   | Terry Wogan     | Sem semi-finais | Sem semi-finais          | Ray Moore                    | Sem comentador online  | Colin Berry        | Inglês           | Londres        | Nenhum                 |      |
| 1983   | Terry Wogan     | Sem semi-finais | Sem semi-finais          | Sem transmissão na BBC Radio | Sem comentador online  | Colin Berry        | Inglês           | Londres        | Nenhum                 |      |
| 1984   | Terry Wogan     | Sem semi-finais | Sem semi-finais          | Sem transmissão na BBC Radio | Sem comentador online  | Colin Berry        | Inglês           | Londres        | Nenhum                 |      |
| 1985   | Terry Wogan     | Sem semi-finais | Sem semi-finais          | Sem transmissão na BBC Radio | Sem comentador online  | Colin Berry        | Inglês           | Londres        | Nenhum                 |      |
| 1986   | Terry Wogan     | Sem semi-finais | Sem semi-finais          | Ray Moore                    | Sem comentador online  | Colin Berry        | Inglês           | Londres        | Nenhum                 |      |
| 1987   | Terry Wogan     | Sem semi-finais | Sem semi-finais          | Ray Moore                    | Sem comentador online  | Colin Berry        | Inglês           | Londres        | Nenhum                 |      |
| 1988   | Terry Wogan     | Sem semi-finais | Sem semi-finais          | Ken Bruce                    | Sem comentador online  | Colin Berry        | Inglês           | Londres        | Nenhum                 |      |
| 1989   | Terry Wogan     | Sem semi-finais | Sem semi-finais          | Ken Bruce                    | Sem comentador online  | Colin Berry        | Inglês           | Londres        | Nenhum                 |      |
| 1990   | Terry Wogan     | Sem semi-finais | Sem semi-finais          | Ken Bruce                    | Sem comentador online  | Colin Berry        | Inglês           | Londres        | Nenhum                 |      |
| 1991   | Terry Wogan     | Sem semi-finais | Sem semi-finais          | Ken Bruce                    | Sem comentador online  | Colin Berry        | Inglês           | Londres        | Nenhum                 |      |
| 1992   | Terry Wogan     | Sem semi-finais | Sem semi-finais          | Ken Bruce                    | Sem comentador online  | Colin Berry        | Inglês           | Londres        | Nenhum                 |      |
| 1993   | Terry Wogan     | Sem semi-finais | Sem semi-finais          | Ken Bruce                    | Sem comentador online  | Colin Berry        | Inglês           | Londres        | Nenhum                 |      |
| 1994   | Terry Wogan     | Sem semi-finais | Sem semi-finais          | Ken Bruce                    | Sem comentador online  | Colin Berry        | Inglês           | Londres        | Catedral de São Paulo  |      |
| 1995   | Terry Wogan     | Sem semi-finais | Sem semi-finais          | Ken Bruce                    | Sem comentador online  | Colin Berry        | Inglês           | Londres        | Catedral de São Paulo  |      |
| 1996   | Terry Wogan     | Sem semi-finais | Sem semi-finais          | Ken Bruce                    | Sem comentador online  | Colin Berry        | Inglês           | Londres        | Palácio de Westminster |      |
| 1997   | Terry Wogan     | Sem semi-finais | Sem semi-finais          | Ken Bruce                    | Sem comentador online  | Colin Berry        | Inglês           | Londres        | Palácio de Westminster |      |
| 1998   | Terry Wogan     | Sem semi-finais | Sem semi-finais          | Ken Bruce                    | Sem comentador online  | Ken Bruce          | Inglês           | Londres        |                        |      |
| 1999   | Terry Wogan     | Sem semi-finais | Sem semi-finais          | Ken Bruce                    | Sem comentador online  | Colin Berry        | Inglês           | Londres        | Millennium Dome        |      |
| 2000   | Terry Wogan     | Sem semi-finais | Sem semi-finais          | Ken Bruce                    | Sem comentador online  | Colin Berry        | Inglês           | Londres        | Tower Bridge           |      |
| 2001   | Terry Wogan     | Sem semi-finais | Sem semi-finais          | Ken Bruce                    | Sem comentador online  | Colin Berry        | Inglês           | Londres        | Tower Bridge           |      |
| 2002   | Terry Wogan     | Sem semi-finais | Sem semi-finais          | Ken Bruce                    | Sem comentador online  | Colin Berry        | Inglês           | Londres        | Tower Bridge           |      |
| 2003   | Terry Wogan     | Sem semi-finais | Sem semi-finais          | Ken Bruce                    | Sem comentador online  | Lorraine Kelly     | Inglês           | Londres        | London Eye             |      |
| 2004   | Terry Wogan     | Paddy O'Connell | Sem segundo comentador   | Ken Bruce                    | Sem comentador online  | Lorraine Kelly     | Inglês           | Londres        | Old Compton Street     |      |
| 2005   | Terry Wogan     | Paddy O'Connell | Sem segundo comentador   | Ken Bruce                    | Sem comentador online  | Cheryl Baker       | Inglês           | Londres        | City of London         |      |
| 2006   | Terry Wogan     | Paddy O'Connell | Sem segundo comentador   | Ken Bruce                    | Sem comentador online  | Fearne Cotton      | Inglês           | Londres        | London Eye             |      |
| 2007   | Terry Wogan     | Paddy O'Connell | Sarah Cawood             | Ken Bruce                    | Sem comentador online  | Fearne Cotton      | Inglês           | Londres        | City of London         |      |
| 2008   | Terry Wogan     | Paddy O'Connell | Caroline Flack           | Ken Bruce                    | Sem comentador online  | Carrie Grant       | Inglês           | Londres        | Catedral de São Paulo  |      |
| 2009   | Graham Norton   | Paddy O'Connell | Sarah Cawood             | Ken Bruce                    | Sem comentador online  | Duncan James       | Inglês           | Londres        | Catedral de São Paulo  |      |
| 2010   | Graham Norton   | Paddy O'Connell | Sarah Cawood             | Ken Bruce                    | Sem comentador online  | Scott Mills        | Inglês           | Londres        |                        |      |
| 2011   | Graham Norton   | Scott Mills     | Sara Cox                 | Ken Bruce                    | Sem comentador online  | Alex Jones         | Inglês           | Londres        | Catedral de São Paulo  |      |
| 2012   | Graham Norton   | Scott Mills     | Sara Cox                 | Ken Bruce                    | Sem comentador online  | Scott Mills        | Inglês           | Londres        | London Eye             |      |
| 2013   | Graham Norton   | Scott Mills     | Ana Matronic             | Ken Bruce                    | Sem comentador online  | Scott Mills        | Inglês           | Londres        | Tower Bridge           |      |
| 2014   | Graham Norton   | Scott Mills     | Laura Whitmore           | Ken Bruce                    | Ana Matronic           | Scott Mills        | Inglês           | Londres        | Big Ben                |      |
| 2015   | Graham Norton   | Scott Mills     | Mel Giedroyc             | Ken Bruce                    | Ana Matronic           | Nigella Lawson     | Inglês           | Londres        | London Eye             |      |
| 2016   | Graham Norton   | Scott Mills     | Mel Giedroyc             | Ken Bruce                    | —                      | Richard Osman      | Inglês           | Londres        | London Eye             |      |
| 2017   | Graham Norton   | Scott Mills     | Mel Giedroyc             | Ken Bruce                    | —                      | Katrina Leskanich  | Inglês           | Londres        | Tower Bridge           |      |
| 2018   | Graham Norton   | Scott Mills     | Rylan Clark-Neal         | Ken Bruce                    |                        | Mel Giedroyc       | Inglês           | Londres        |                        |      |
| 2019   | Graham Norton   | Scott Mills     | Rylan Clark-Neal         | Ken Bruce                    |                        | Rylan Clark-Neal   | Inglês           | Londres        |                        |      |
| 2021   | Graham Norton   | Scott Mills     | Sara Cox, Chelcee Grimes | Ken Bruce                    |                        | Amanda Holden      | Inglês           | Londres        |                        |      |
| 2022   | Graham Norton   | Scott Mills     | Rylan Clark              | Ken Bruce                    |                        | AJ Odudu           | Inglês           | Salford        |                        |      |

- A transmissão da BFBS teve que ser substituído através dos comentários de Terry Wogan em 1975 uma vez que Terry diz em seu comentário da BBC Radio 2 "Richard Astbury envia suas desculpas aos ouvintes da BFBS - dificuldades técnicas".

## Apresentadores

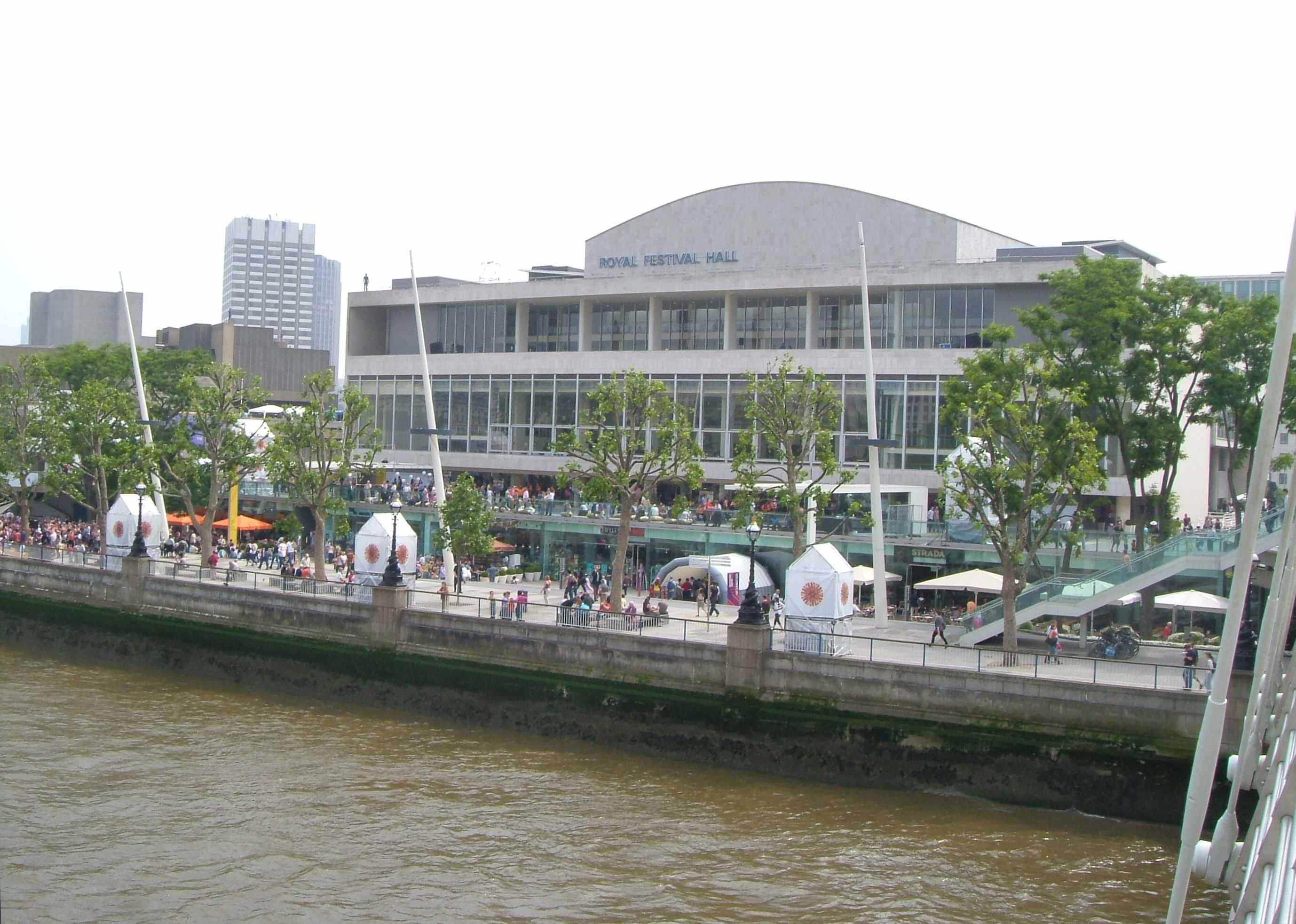
Royal Festival Hall em Londres, sede do Festival Eurovisão da Canção 1960
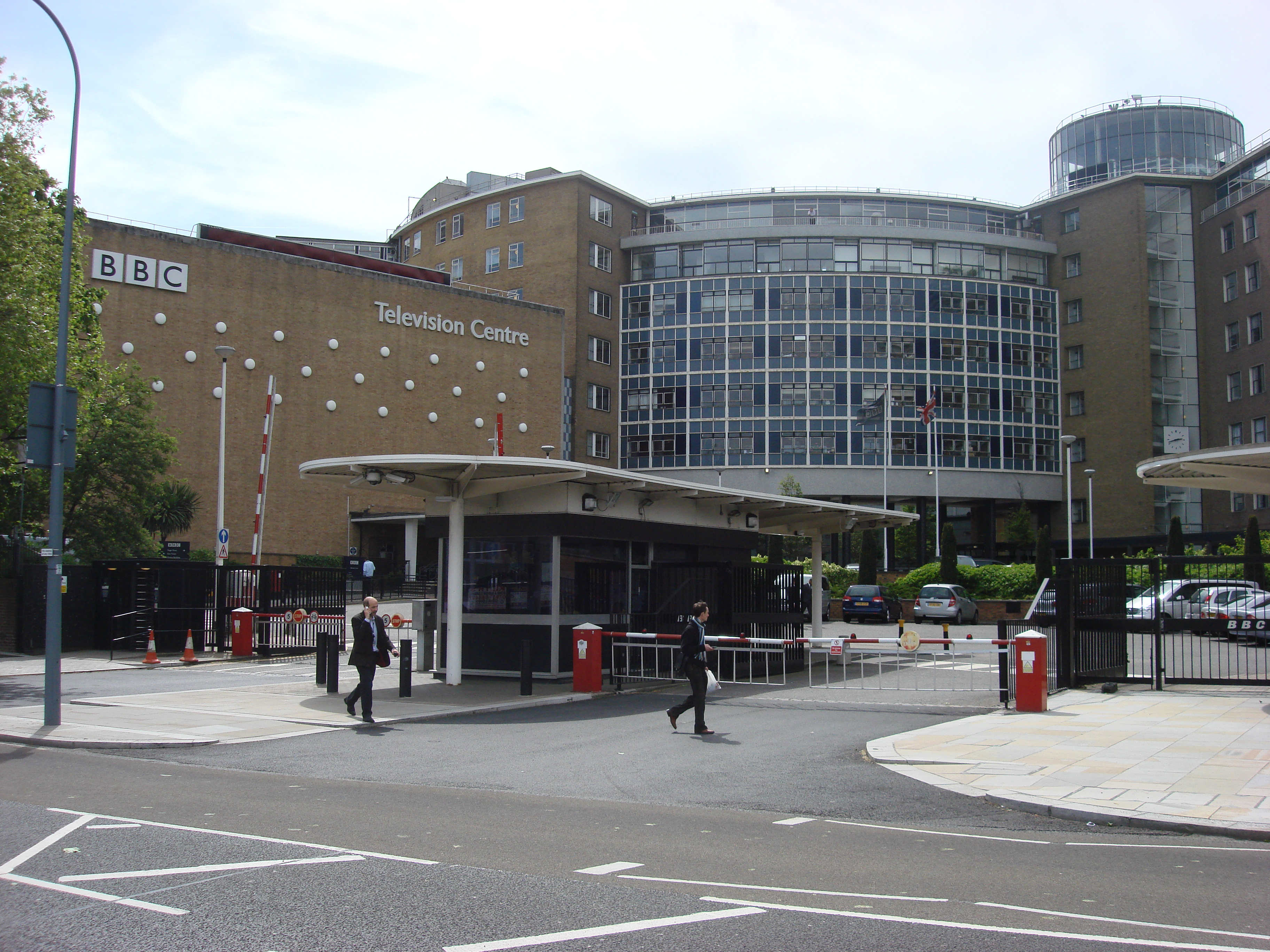
BBC Television Centre em Londres, sede do Festival Eurovisão da Canção 1963
Royal Albert Hall em Londres, sede do Festival Eurovisão da Canção 1968
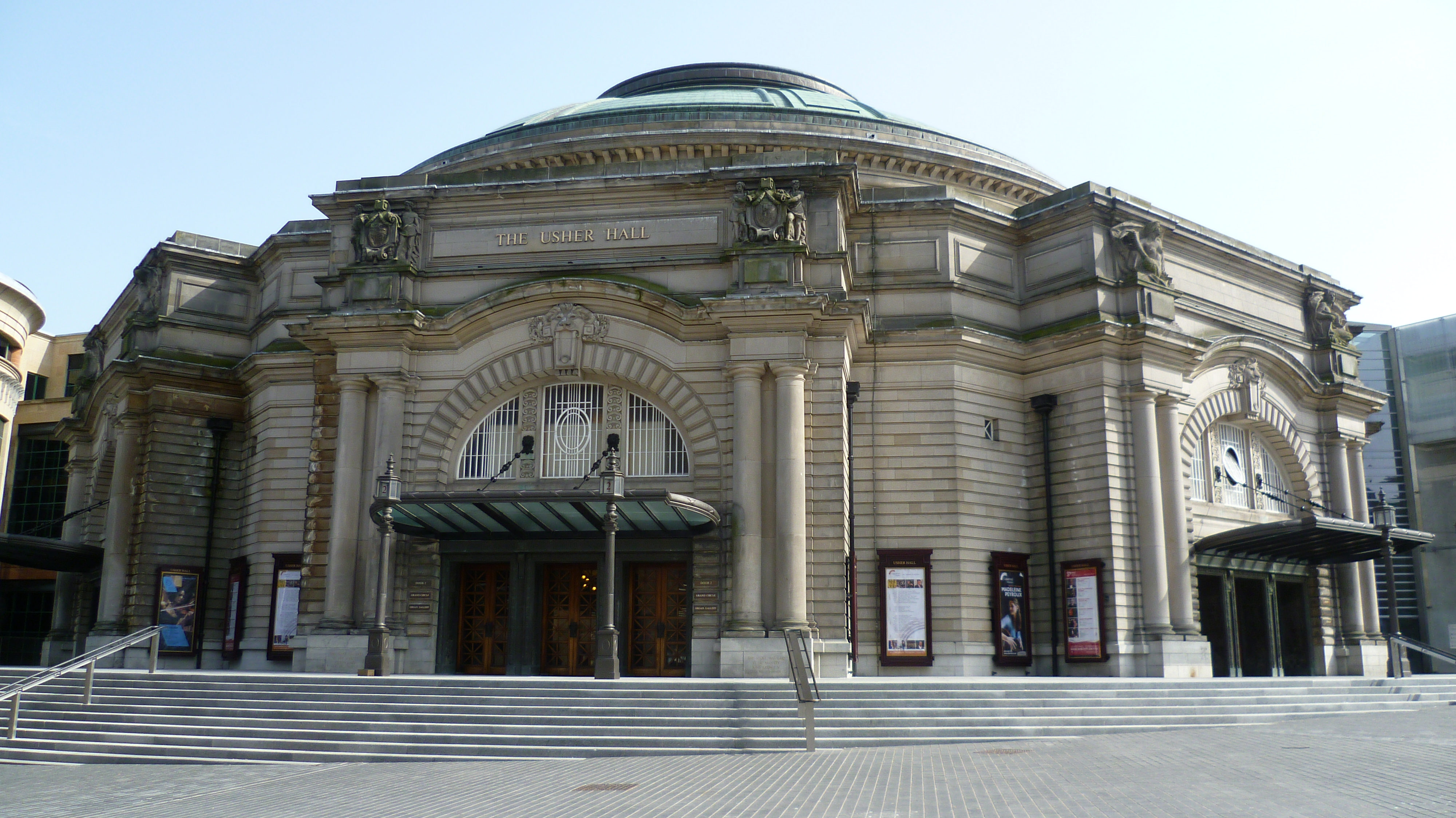
Usher Hall em Edimburgo, sede do Festival Eurovisão da Canção 1972
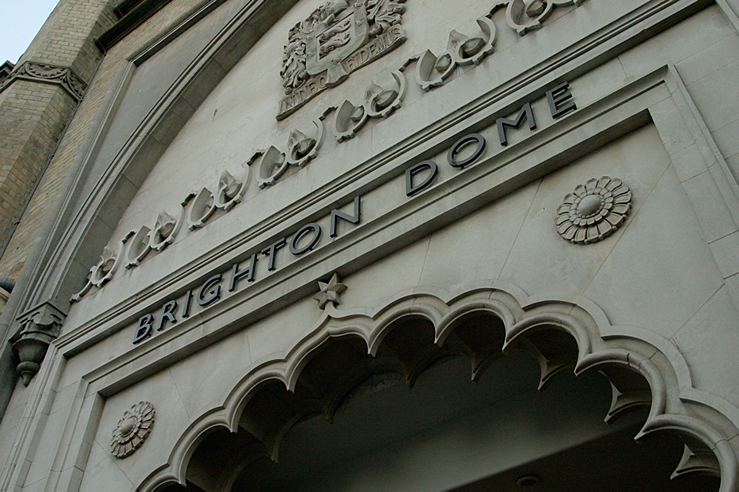
Brighton Dome em Brighton, sede do Festival Eurovisão da Canção 1974
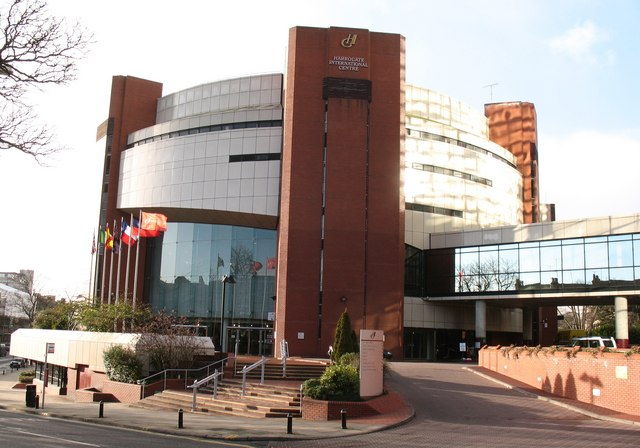
Harrogate International Centre em Harrogate, sede do Festival Eurovisão da Canção 1982
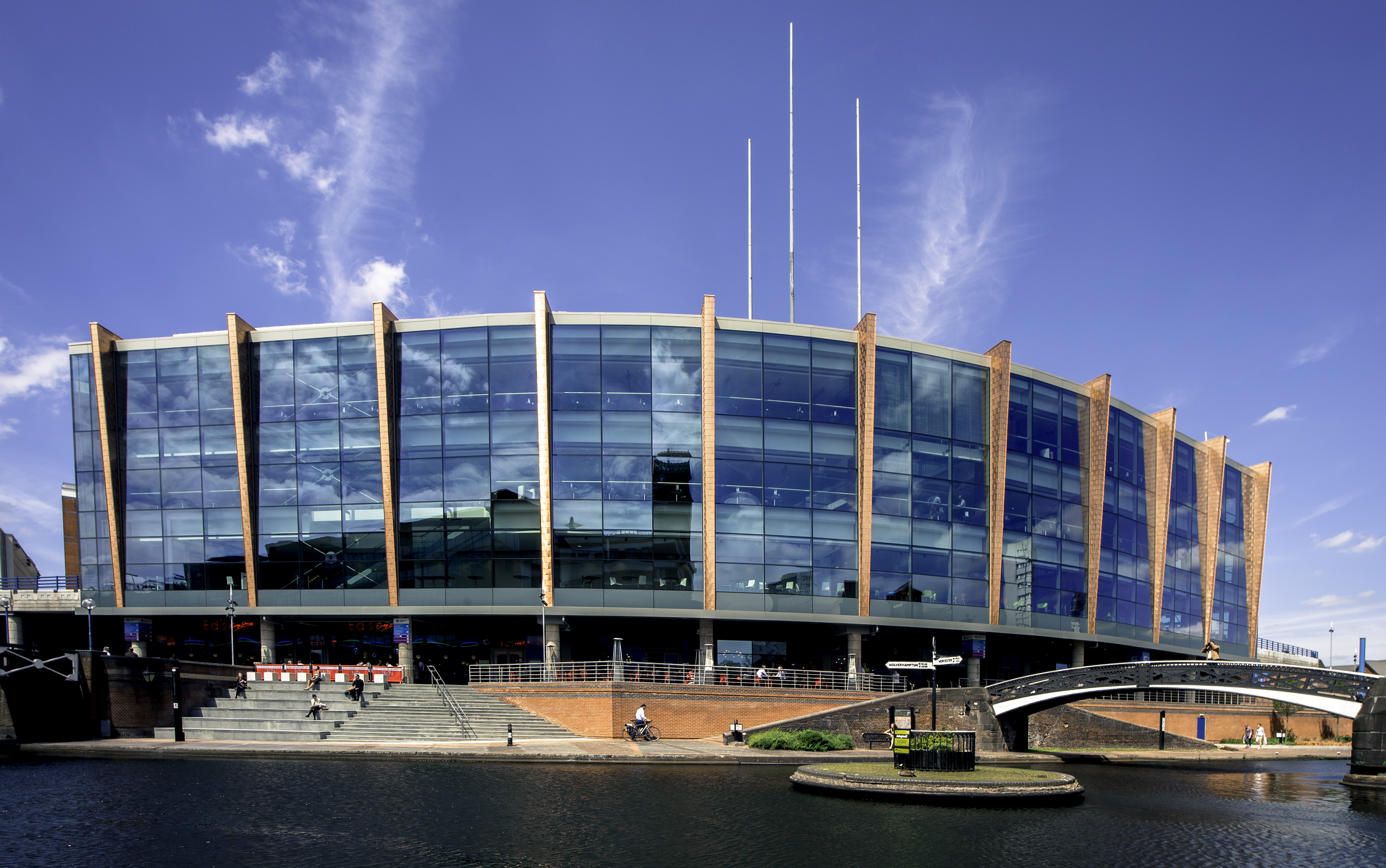
National Indoor Arena em Birmingam, sede do Festival Eurovisão da Canção 1998

| Ano  | Local      | Local                          | Apresentador(es)                                              |
| ---- | ---------- | ------------------------------ | ------------------------------------------------------------- |
| 1960 | Londres    | Royal Festival Hall            | Katie Boyle                                                   |
| 1963 | Londres    | BBC Television Centre          | Katie Boyle                                                   |
| 1968 | Londres    | Royal Albert Hall              | Katie Boyle                                                   |
| 1972 | Edimburgo  | Usher Hall                     | Moira Shearer                                                 |
| 1974 | Brighton   | Brighton Dome                  | Katie Boyle                                                   |
| 1977 | Londres    | Wembley Conference Centre      | Angela Rippon                                                 |
| 1982 | Harrogate  | Harrogate International Centre | Jan Leeming                                                   |
| 1998 | Birmingham | National Indoor Arena          | Ulrika Jonsson e Terry Wogan                                  |
| 2023 | Liverpool  | Liverpool Arena                | Alesha Dixon, Hannah Waddingham, Julia Sanina e Graham Norton |

- Concerto dos 60 Anos do Festival Eurovisão da Canção

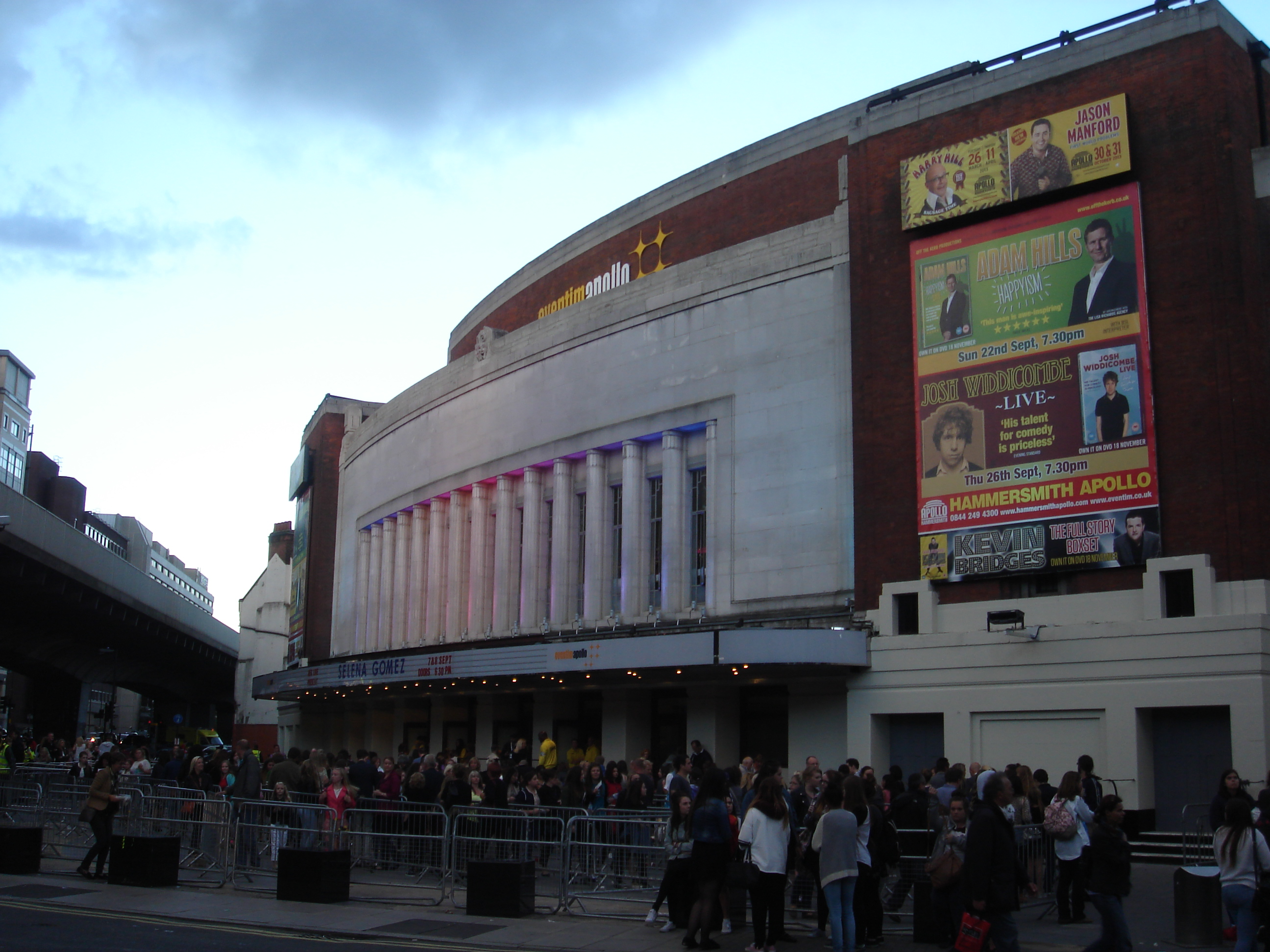
Eventim Apollo em Londres, sede do Eurovision Song Contest's Greatest Hits
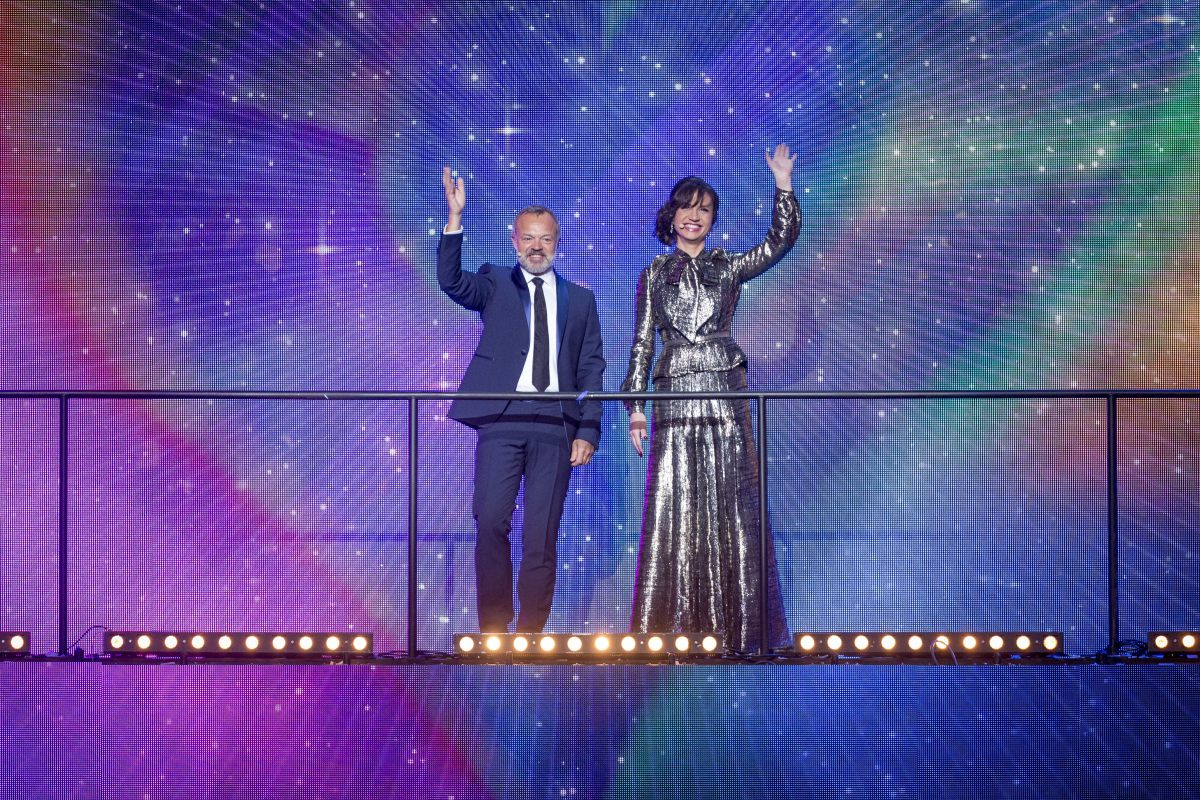
Petra Mede e Graham Norton, os apresentadores Eurovision Song Contest's Greatest Hits

| Ano  | Local   | Local          | Apresentadores             |
| ---- | ------- | -------------- | -------------------------- |
| 2015 | Londres | Eventim Apollo | Petra Mede e Graham Norton |

## Maestros
| Ano(s) | Maestro           |
| ------ | ----------------- |
| 1957   | Eric Robinson     |
| 1958   | Não participou    |
| 1959   | Eric Robinson     |
| 1960   | Eric Robinson     |
| 1961   | Harry Robinson    |
| 1962   | Wally Stott       |
| 1963   | Eric Robinson     |
| 1964   | Harry Rabinowitz  |
| 1965   | Eric Robinson     |
| 1966   | Harry Rabinowitz  |
| 1967   | Ken Woodman       |
| 1968   | Norrie Paramor    |
| 1969   | Johnny Harris     |
| 1970   | Johnny Arthey     |
| 1971   | Johnny Arthey     |
| 1972   | David Mackay      |
| 1973   | David Mackay      |
| 1974   | Nick Ingman       |
| 1975   | Alyn Ainsworth    |
| 1976   | Alyn Ainsworth    |
| 1977   | Ronnie Hazlehurst |
| 1978   | Alyn Ainsworth    |
| 1979   | Ken Jones         |
| 1980   | John Coleman      |
| 1981   | John Coleman      |
| 1982   | Ronnie Hazlehurst |
| 1983   | John Coleman      |
| 1984   | John Coleman      |
| 1985   | John Coleman      |
| 1986   | Sem maestro       |
| 1987   | Ronnie Hazlehurst |
| 1988   | Ronnie Hazlehurst |
| 1989   | Ronnie Hazlehurst |
| 1990   | Alyn Ainsworth    |
| 1991   | Ronnie Hazlehurst |
| 1992   | Ronnie Hazlehurst |
| 1993   | Nigel Wright      |
| 1994   | Michael Reed      |
| 1995   | Mike Dixon        |
| 1996   | Ernie Dunstall    |
| 1997   | Don Airey         |
| 1998   | James McMillan    |

### Maestros anfitriões
| Ano(s) | Maestro           |
| ------ | ----------------- |
| 1960   | Eric Robinson     |
| 1963   | Eric Robinson     |
| 1968   | Norrie Paramor    |
| 1972   | Malcolm Lockyer   |
| 1974   | Ronnie Hazlehurst |
| 1977   | Ronnie Hazlehurst |
| 1982   | Ronnie Hazlehurst |
| 1998   | Martin Koch       |

## Historial de votação
| Reino Unido deu mais pontos a: | Reino Unido deu mais pontos a: | Reino Unido deu mais pontos a: |
| Rank                           | País                           | Pontos                         |
| ------------------------------ | ------------------------------ | ------------------------------ |
| 1                              | Irlanda                        | 298                            |
| 2                              | Suécia                         | 247                            |
| 3                              | Alemanha                       | 168                            |
| 4                              | Suíça                          | 161                            |
| 5                              | Dinamarca                      | 154                            |

| Reino Unido recebeu mais pontos de: | Reino Unido recebeu mais pontos de: | Reino Unido recebeu mais pontos de: |
| Rank                                | País                                | Pontos                              |
| ----------------------------------- | ----------------------------------- | ----------------------------------- |
| 1                                   | Irlanda                             | 239                                 |
| 2                                   | Suíça                               | 206                                 |
| 3                                   | França                              | 192                                 |
| 4                                   | Áustria                             | 189                                 |
| 5                                   | Bélgica                             | 186                                 |

## Prémios AP
| Ano  | Canção            | Canção               | Artista   | Resultado na final | Pontos | Anfitriã |
| ---- | ----------------- | -------------------- | --------- | ------------------ | ------ | -------- |
| 2004 | Prémio Composição | "Hold Onto Our Love" | James Fox | 16º                | 29     | Istanbul |

## Congratulations: 50 Anos do Festival Eurovisão da Canção
Legenda
     Vencedor
     2.º lugar
     3.º lugar
     Pontuação Nula ("Null Points")/Último Lugar
     Melhor classificação (fora do top 3)
     Qualificação para a final (fora do top 3)
     País-anfitrião
     Desclassificado
| Ano  | Artista(s)         | Língua | Canção                    | Final             | Pontos            | Semi | Pontos | Classificação (1968) & (1976) | Pontos (1968) & (1976) |
| ---- | ------------------ | ------ | ------------------------- | ----------------- | ----------------- | ---- | ------ | ----------------------------- | ---------------------- |
| 1968 | Cliff Richard      | Inglês | "Congratulations"         | Não se qualificou | Não se qualificou | 8º   | 105    | 2º                            | 28                     |
| 1976 | Brotherhood of Man | Inglês | "Save Your Kisses for Me" | 5º                | 230               | 5º   | 154    | 1º                            | 164                    |